# سرپا (شهر)
سرپا (به انگلیسی: Serpa) یکی از شهرهای کشور پرتغال است که مساحت آن ۱۱۰۴٫۰ km² و جمعیت آن ۱۶٬۱۷۸ است.